# Liste von Ingenieurinnen
Diese Liste von Ingenieurinnen umfasst Frauen, die sich im Ingenieurwesen ausgezeichnet haben.

## Liste

### A

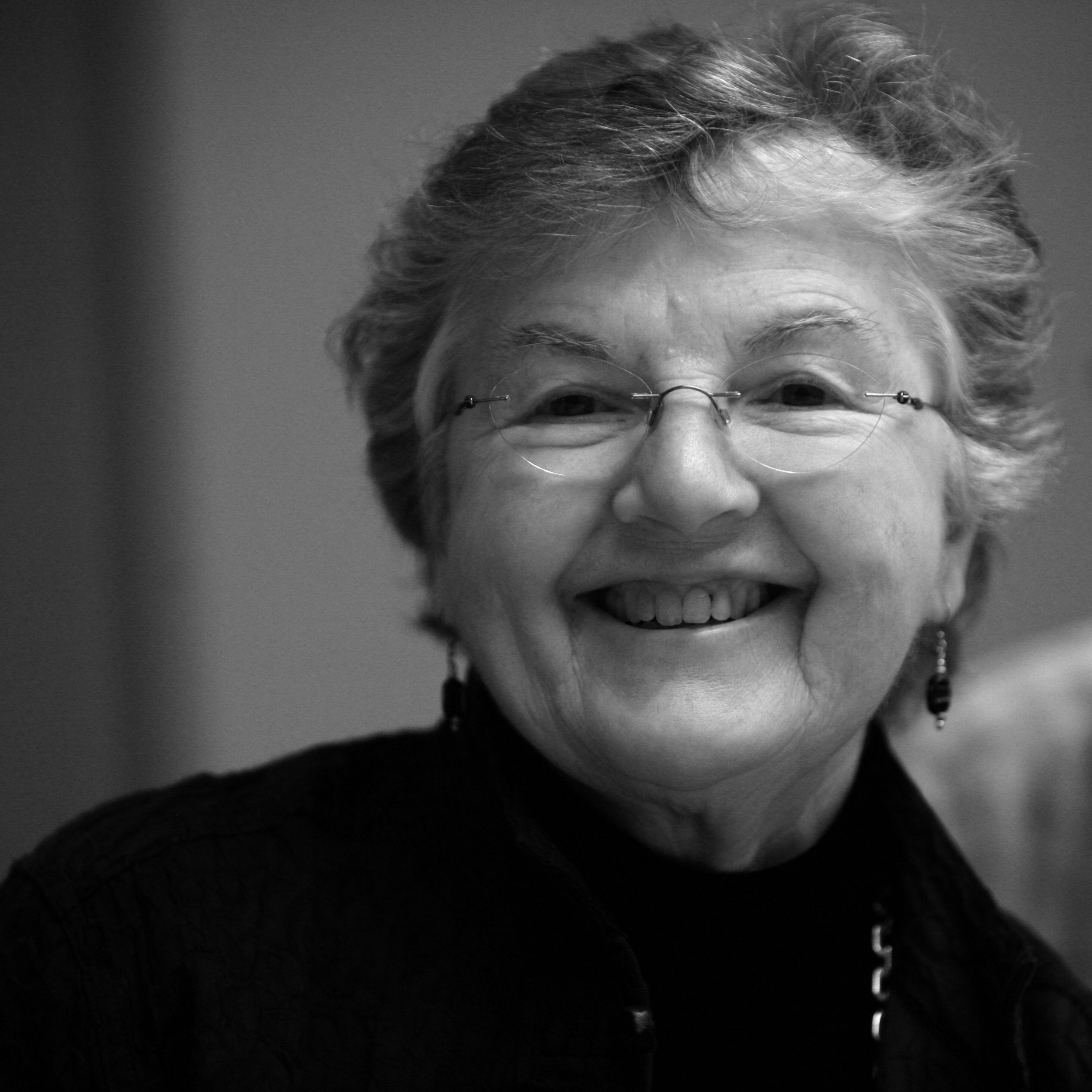
Frances E. Allen, 2008

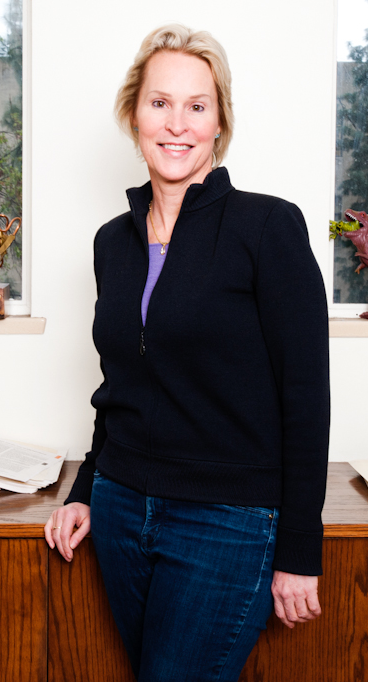
Frances H. Arnold

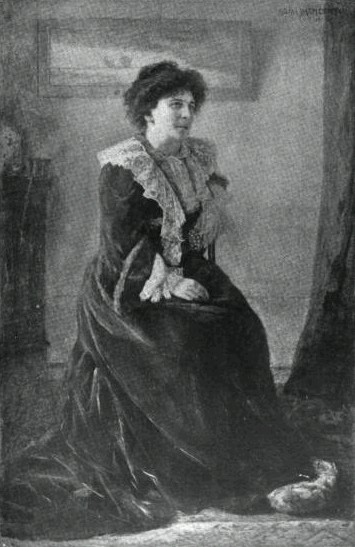
Hertha Marks Ayrton

- Frances E. Allen (1932–2020), Informatikerin; erhielt als erste Frau den Turing Award und war erster weiblicher IBM Fellow
- Mary Anderson (1866–1953), USA, Erfinderin des Scheibenwischers (Patent 1903)
- Frances H. Arnold (* 1956), Chemieingenieurin; erhielt 2018 den Nobelpreis für Chemie
- Hertha Marks Ayrton (1854–1923), englische Mathematikerin und Elektroingenieurin

### B

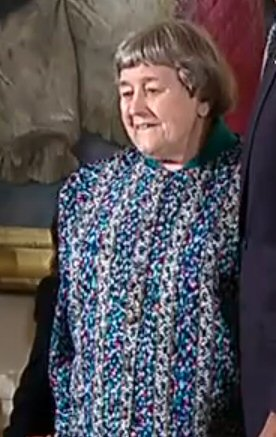
Yvonne Brill, 2011

- Ruzena Bajcsy (* 1933), Robotik, Künstliche Intelligenz, Computersehen, automatische Erkennung anatomischer Informationen in Röntgenbildern und Ähnlichem, Professorin an der University of Pennsylvania und Berkeley, ursprünglich aus der Slowakei
- Mary Barra (* 1961), Elektrotechnik-Ingenieurin, erste Frau an der Spitze eines Automobilunternehmens (General Motors)
- Sarah Bazeley, erfand 1904 einen elektrischen Reifendruckprüfer[1]
- Ruth R. Benerito (1916–2013), faltenfreie Baumwollstoffe, National Inventors Hall of Fame
- Bertha Benz (1849–1944), Autopionierin
- Helen Augusta Blanchard (1840–1922), US-amerikanische Erfinderin, zahlreiche Patente, unter anderem Nähmaschine mit Zickzack-Naht
- Nora Stanton Blatch Barney (1883–1971), Bauingenieurin, Frauenrechtlerin und Immobilienentwicklerin in New York, als erste Frau Mitglied der American Society of Civil Engineers und erste Frau, die 1905 an der Cornell University einen Abschluss als Bauingenieurin machte
- Katherine Blodgett (1898–1979), reflexionsfreie Beschichtung
- Jovanka Bončić-Katerinić (1887–1966), legte 1913 an der Technischen Hochschule Darmstadt als erste Frau ihre Diplomprüfung ab und ließ sich in Belgrad als Architektin nieder
- Anna Helene Boyksen (1881–1920), erste deutsche Studentin der Elektrotechnik, studierte an der TH München und legte Vordiplom 1908 als Zweitbeste ihres Jahrgangs ab, wechselte dann an die Universität Erlangen, studierte Wirtschafts- und Rechtswissenschaften und promovierte 1911
- Anna Brommer (1900–1993), erste Diplom-Ingenieurin in Geodäsie an der Technischen Hochschule Stuttgart, verheiratete Haage[2]
- Yvonne Brill (1924–2013), Raketentechnik
- Martha Bürger (1903–2001), erste Diplom-Ingenieurin in Bauwesen der TU München, verheiratete Schneider-Bürger[3]
- Cécile Butticaz (1884–1966), 1907 Diplom als erste Elektroingenieurin in der Schweiz und in Europa

### C

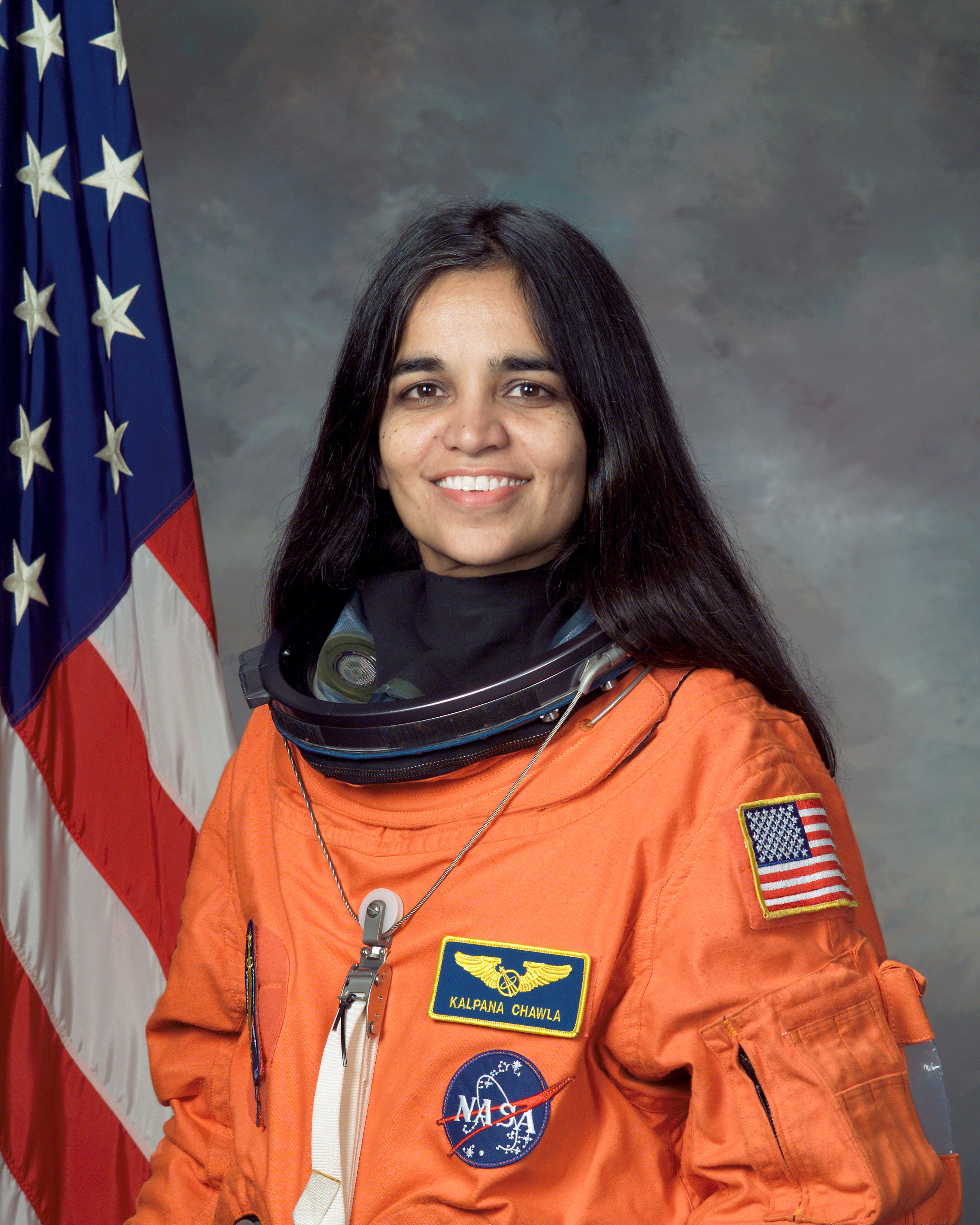
Kalpana Chawla

- Kalpana Chawla (1961–2003), indisch-US-amerikanische Ingenieurin und NASA-Astronautin, starb im Columbia-Space-Shuttle-Desaster
- Edith Clarke (1883–1959), US-amerikanische Elektroingenieurin bei General Electric, wo sie unter anderem an Wasserkraftwerken arbeitete; erste Frau mit einem Elektroingenieursabschluss am MIT
- Josephine Cochrane (1839–1913), erfand 1886 die Geschirrspülmaschine[1]
- Corinna Cortes (* 1961), Informatikerin
- Martha J. Coston (1826–1904), entwickelte ein optisches Signalverfahren für die US Navy
- Lynn Conway (1938–2024), Informatikerin (VLSI Design)
- Radhia Cousot (1947–2014), französische Informatikerin, Hochschullehrerin in Paris, Abstrakte Interpretation

### D

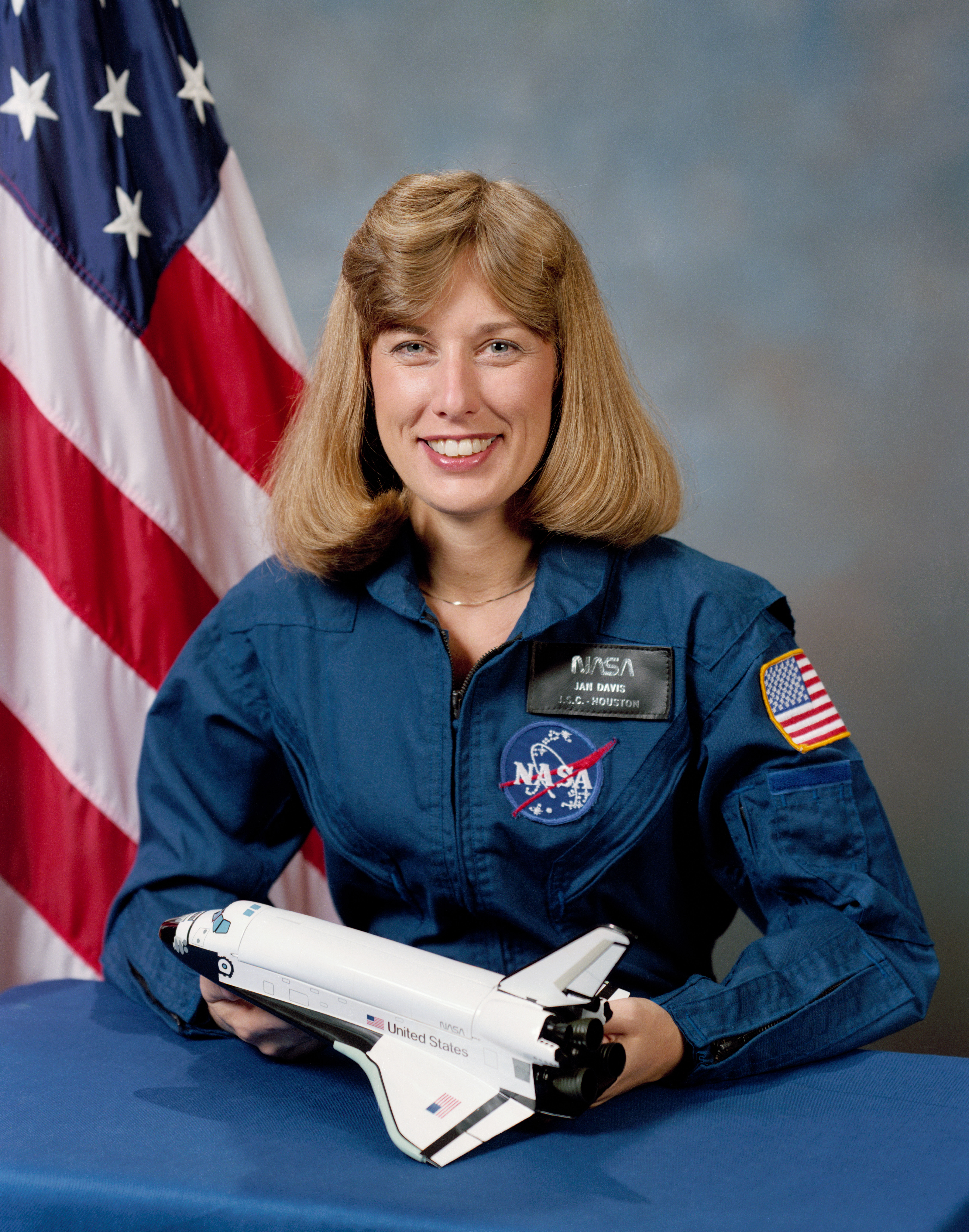
Jan Davis

- Jan Davis (* 1953), Maschinenbau-Ingenieurin und NASA-Astronautin
- Dorothy E. Denning (* 1945), Computersicherheit
- Olive Dennis (1885–1957), US-amerikanische Eisenbahningenieurin bei der Baltimore and Ohio Railway, wobei sie insbesondere deren Komfort verbesserte, erste Frau, die Mitglied der American Railway Engineering Association wurde
- Regina E. Dugan (* 1963), US-amerikanische Maschinenbau-Ingenieurin, Leiterin einer Zukunftsabteilung bei Facebook
- Bonnie J. Dunbar (* 1949), Ingenieurin und Materialwissenschaftlerin und NASA-Astronautin

### E

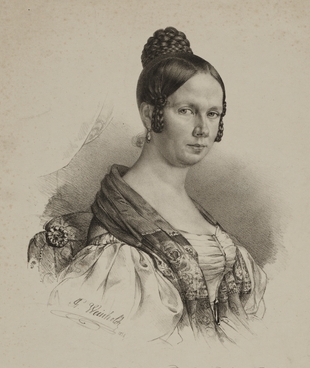
Caroline Eichler

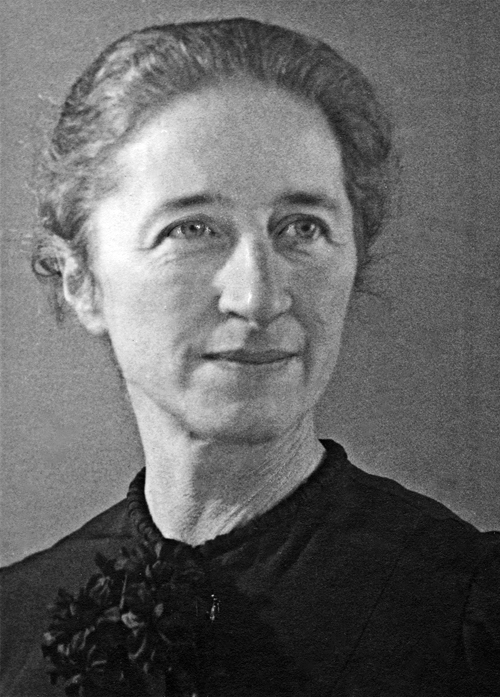
Ilse Essers, 1941

- Susan Eggers (* 1943), amerikanische Computeringenieurin, Eckert-Mauchly Award (als erste Frau), Entwicklung von Simultaneous Multithreading.
- Caroline Eichler (1808/09–1843, ermordet), Erfinderin der ersten brauchbaren modernen Handprothese; sie ließ 1832 ihre Erfindung einer Beinprothese mit Kniegelenk in Preußen patentieren.
- Katrin Ellermann (* 1972), deutsche Ingenieurin (Mechanik), TU Graz
- Jeri Ellsworth (* 1974), US-amerikanische Unternehmerin, entwickelte als Autodidaktin den C64 DTV
- Ilse Essers (1898–1994), Flugzeugkonstrukteurin, Autobiografin und Biografin; Ingenieurdiplom in Aachen 1926, Doktortitel 1928/29 an der TH Berlin
- Maria Eßlinger (1913–2009), Luftfahrt- und Stahlbauingenieurin, habilitierte 1953, entwickelte Verfahren zur Berechnung orthotroper Platten
- Deborah Estrin (* 1959), Informatikerin

### F
- Edith M. Flanigen (* 1929), Chemie-Ingenieurin, Molekularsiebe aus Zeolithen
- Sally Floyd (1950–2019), Informatikerin, unter anderem Arbeit an TCP, Random early detection
- Erika-Ilse Foerster (1897–1992), erste Diplom-Ingenieurin in Architektur an der Technischen Hochschule Stuttgart, verheiratete Schulz-Du Bois[2]
- Cäcilie Fröhlich (1900–1992), deutsch-jüdische Mathematikerin, die in den USA Professorin für Elektrotechnik wurde
- Marie Frommer (1890–1976), Diplom-Ingenieurin in Architektur an der TH Berlin-Charlottenburg, 1919 erster Ing.-Doktortitel an der TH Dresden

### G
- Lillian Evelyn Gilbreth (1878–1972), Ergonomie, erste Frau, die Mitglied der American Society of Mechanical Engineers war
- Kate Gleason (1865–1933), Erfinderin des Fertighauses
- Adele Goldberg (* 1945), Informatikerin, entwarf Smalltalk
- Eveline Gottzein (1931–2023), Luft- und Raumfahrttechnik
- Susan L. Graham (* 1942), Informatikerin
- Diane Greene (* 1955), Informatikerin, eine der Gründer von VMware
- Moniko Greif (* 1952), Maschinenbau-Ingenieurin und Hochschullehrerin
- Sarah Guppy (1770–1852), erfand eine bessere Verankerung für Hängebrücken, die sie sich 1811 patentieren ließ.

### H

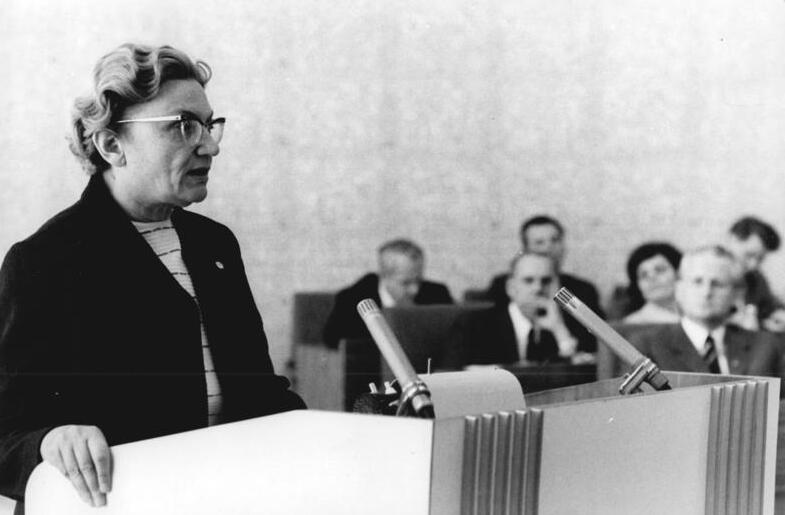
Liselott Herforth, 1970

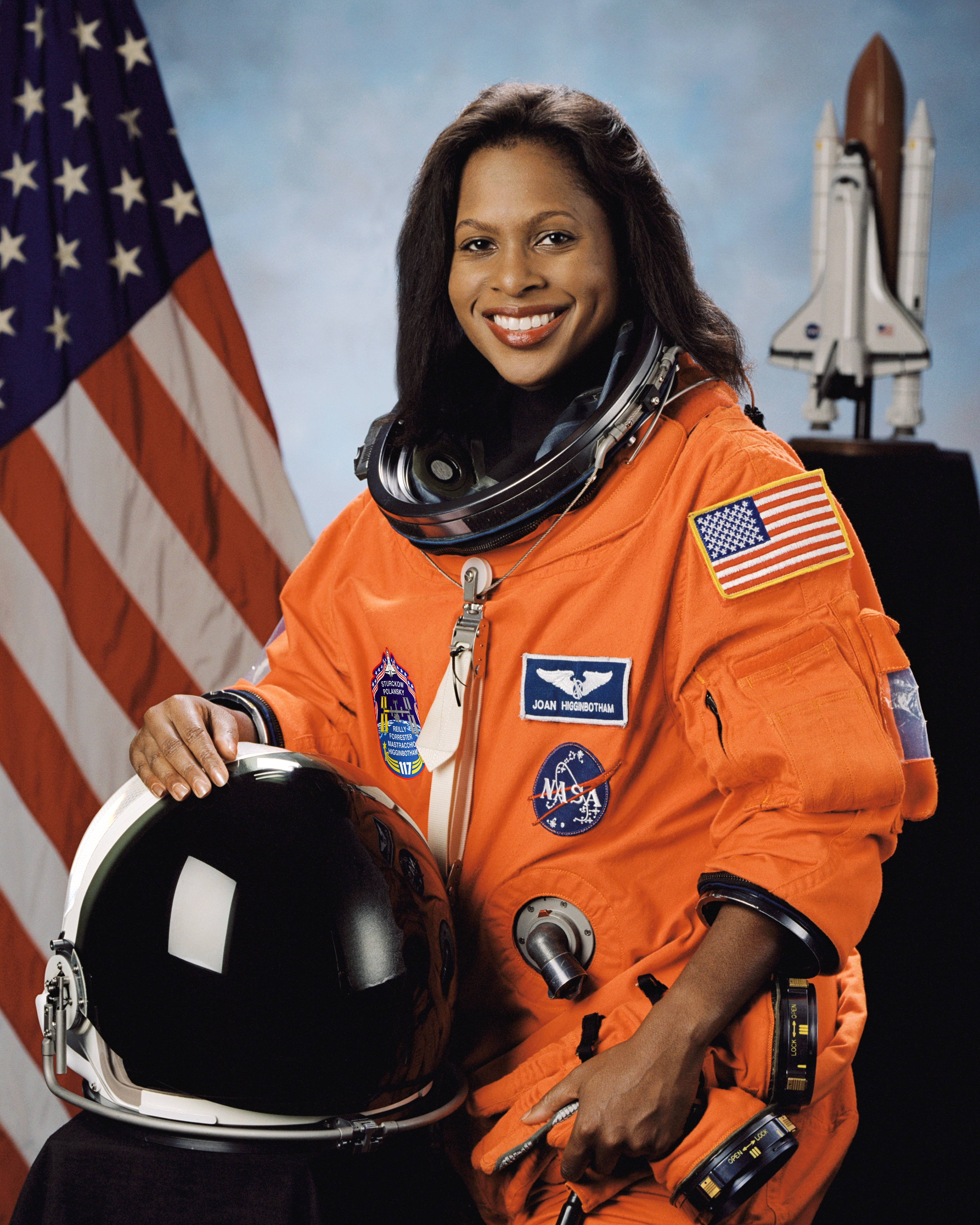
Joan Higginbotham

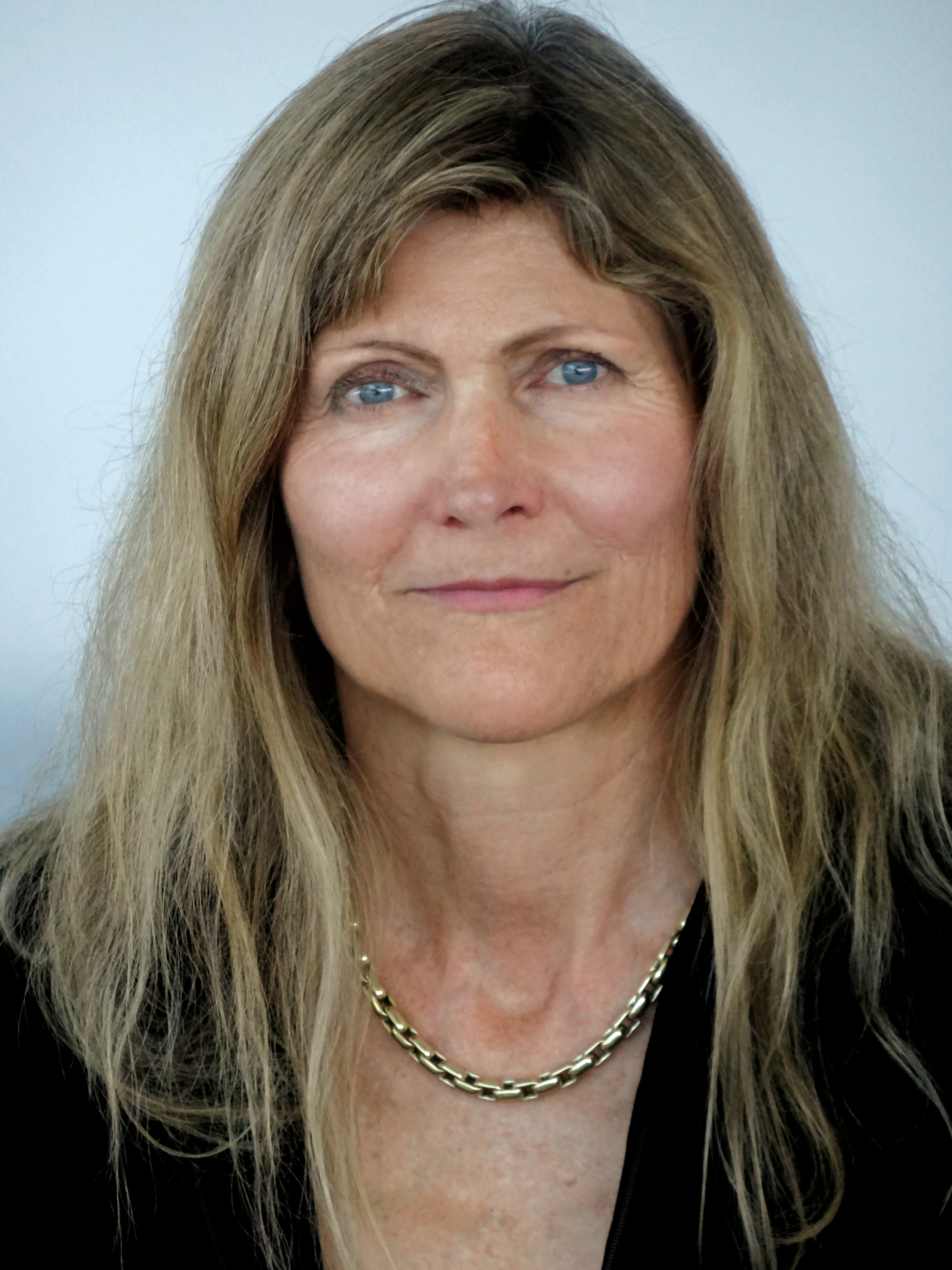
Ingeborg Hochmair-Desoyer

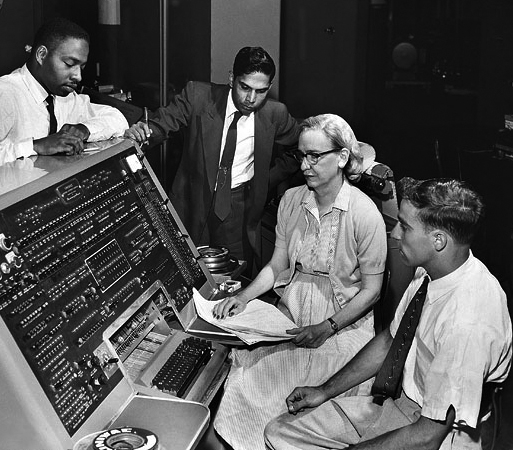
Grace Hopper an der Tastatur des Univac, ca. 1960

- Isolde Hausser (1889–1951), Physikerin, die von 1914 bis 1929 bei TELEFUNKEN an Elektronenröhren arbeitete, danach in der medizinischen Forschung am Kaiser-Wilhelm-Institut in Heidelberg (später Max-Planck-Institut)
- Caroline Haslett (1895–1957), britische Elektroingenieurin, gründete 1919 die Women’s Engineering Society (WES), 1924 Gründerin der Electrical Association for Women (Direktorin bis 1956), 1930 regte sie die Gründung des Deutschen-Frauen-Ingenieurs-Vereins an
- Beulah Louise Henry (1887–1973), US-amerikanische Erfinderin, in den 1920er und 1930er Jahren in den USA als Lady Edison bekannt für zahlreiche Erfindungen (eine spezielle Nähmaschine, Eiskrem-Maschine, verschiedene Puppen, eine Schreibmaschine), mit deren Vermarktung sie ein Vermögen machte.
- Lieselott Herforth (1916–2010), Diplom-Ingenieurin Physik und Dr.-Ing., Rektorin der Technischen Universität Dresden, Mitglied des Staatsrates und der Volkskammer der DDR
- Joan Higginbotham (* 1964), NASA-Astronautin und Ingenieurin
- Ingeborg Hochmair-Desoyer (* 1953), Elektroingenieurin, Cochlea-Implantat
- Grace Hopper (1906–1992), Computerpionierin und Programmiererin früher elektronischer Computer

### I

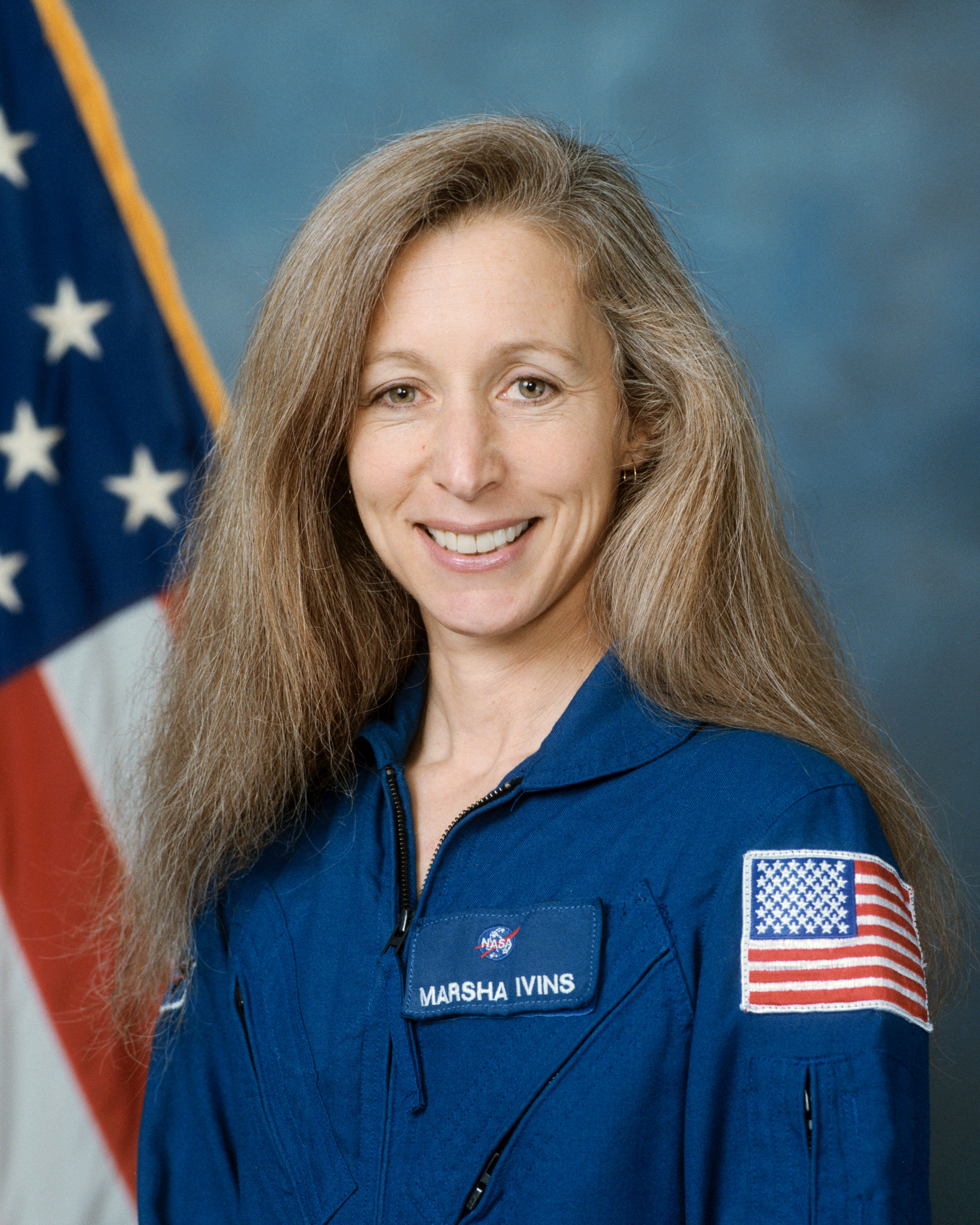
Marsha Ivins

- Marsha Ivins (* 1951), Flugzeugingenieurin und NASA Astronautin

### J

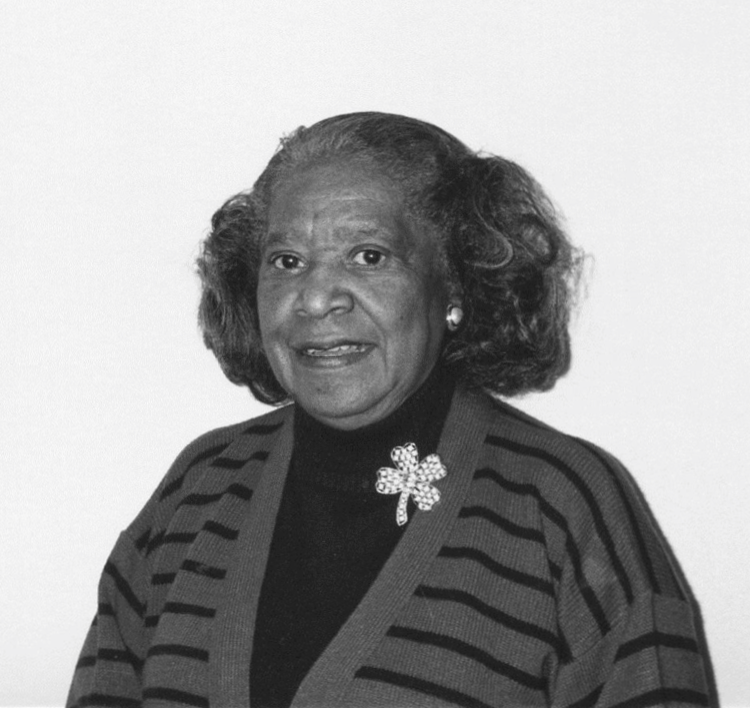
Mary Jackson

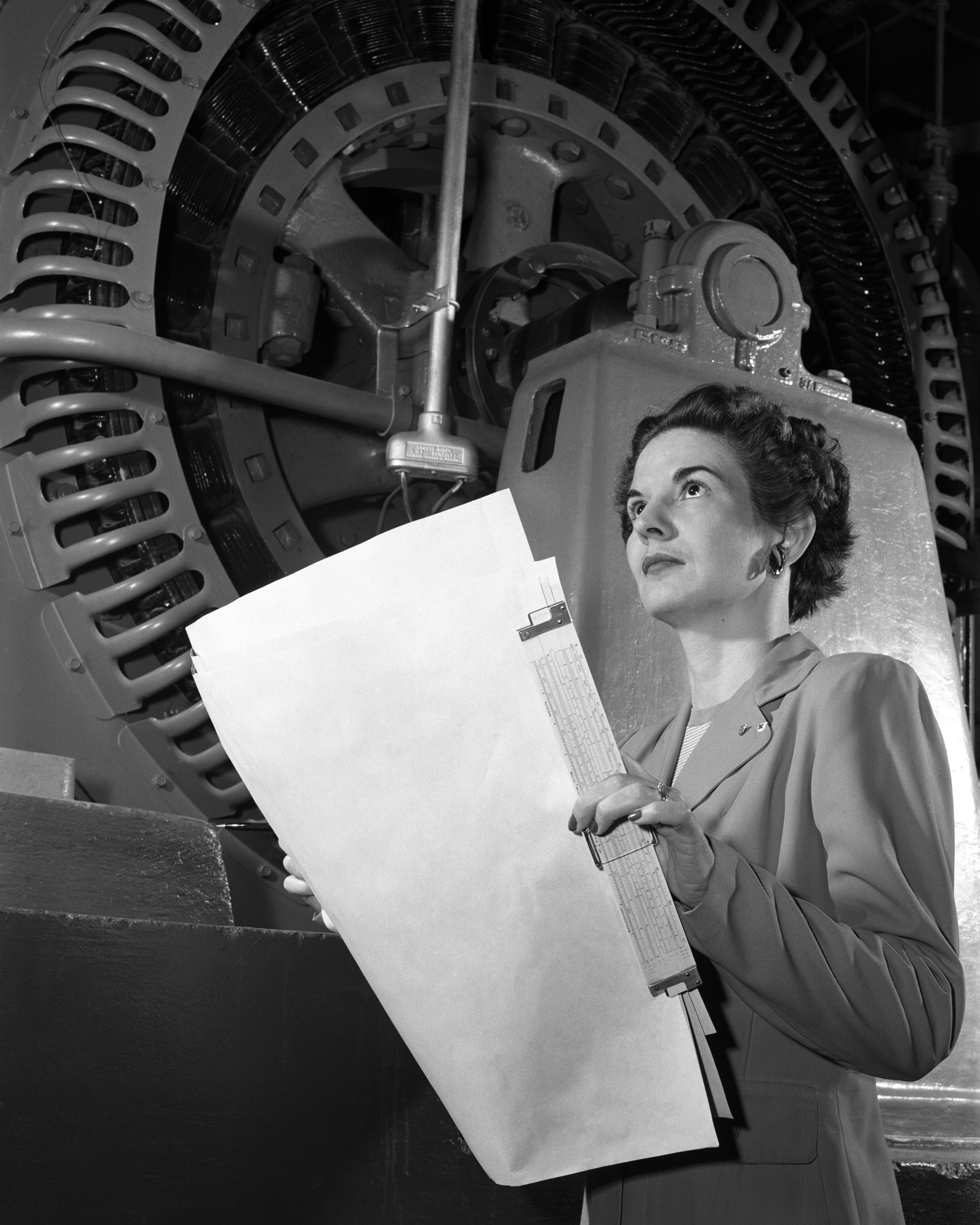
Kitty Joyner, erste Elektroingenieurin bei NACA/NASA

- Mary Jackson (1921–2005), schwarze US-amerikanische Ingenieurin, bekannt geworden durch den Film Hidden Figures (2016)
- Kitty Joyner (1916–1993), Elektroingenieurin, als erste Ingenieurin bei NACA/NASA tätig (ab 1939)

### K

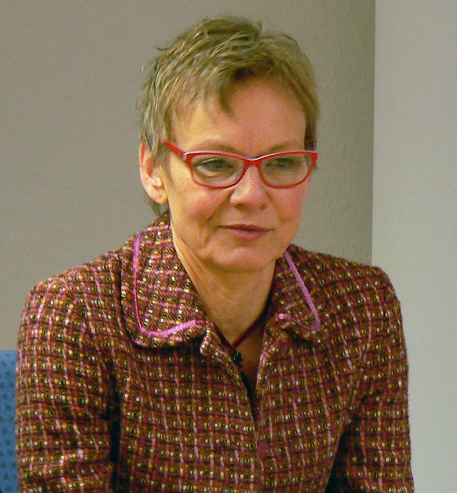
Sabine Kunst, 2014

- Dina Katabi (* 1971), ursprünglich Syrerin, Professorin am MIT, Informatikerin, besonders drahtlose Netzwerke
- Janet L. Kavandi (* 1959), NASA-Astronautin und Chemieingenieurin
- Anke Kaysser-Pyzalla (* 1966), Materialwissenschaftlerin, Maschinenbauingenieurin, Professorin an der Ruhr-Universität Bochum, Wissenschaftliche Geschäftsführerin des Helmholtz Zentrums Berlin für Materialien und Energie GmbH[4]
- Mary Dixon Kies (1752–1837), erste Frau in den USA, die ein Patent anmeldete (ein Verfahren, Stroh mit anderen Fasern zu weben, insbesondere in Hüten)
- Margaret E. Knight (1838–1914), Erfinderin einer innovativen Papiertüten-Maschine
- Elisabeth von Knobelsdorff (1877–1959), erste Diplom-Ingenieurin Deutschlands (1911). Sie studierte Architektur.
- Ilse Knott-ter Meer (1899–1996), eine der ersten deutschen Diplom-Ingenieurinnen (1924 Maschinenbau TH München)
- Sabine Kunst (* 1954), Ministerin für Wissenschaft, Forschung und Kultur des Landes Brandenburg[4]
- Irena Kuzora-Ziarno (1928–2015), promovierte Elektrotechnik-Ingenieurin, Professorin für Theoretische Elektrotechnik an der Technischen Universität von Rzeszów
- Stephanie Kwolek (1923–2014), Chemieingenieurin, Erfinderin von Kevlar

### L

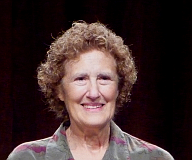
Barbara Liskov auf der OOPSLA 2009

- Suzanne Lacasse (* 1948), Bauingenieurin der Geotechnik
- Monica S. Lam, Informatikerin, Prof. in Stanford, Compilertechnik
- Bertha Lamme (1869–1943), erhielt 1893 als erste Frau in den Vereinigten Staaten einen Abschluss als Maschinenbauingenieur, mit Spezialisierung auf Elektrotechnik und arbeitete bei Westinghouse.
- Hedy Lamarr (1914–2000), Schauspielerin und Erfinderin eines Frequenz-Scrambling-Verfahrens im Zweiten Weltkrieg
- Susan Landau (* 1954), Informatikerin
- Nancy Leveson, Informatikerin, Systemingenieurin und Expertin für Sicherheitsfragen zum Beispiel in Luft- und Raumfahrt, Prof. am MIT
- Barbara Liskov (* 1939), Informatikerin, Turing-Preis
- Irmgard Lotz (1903–1974), Aerodynamikerin und Regelungstechnikerin (Autopilot), erste Professorin in den Ingenieurwissenschaften in den USA, verheiratete Flügge-Lotz
- Ada Lovelace (1815–1852), erste Programmiererin

### M

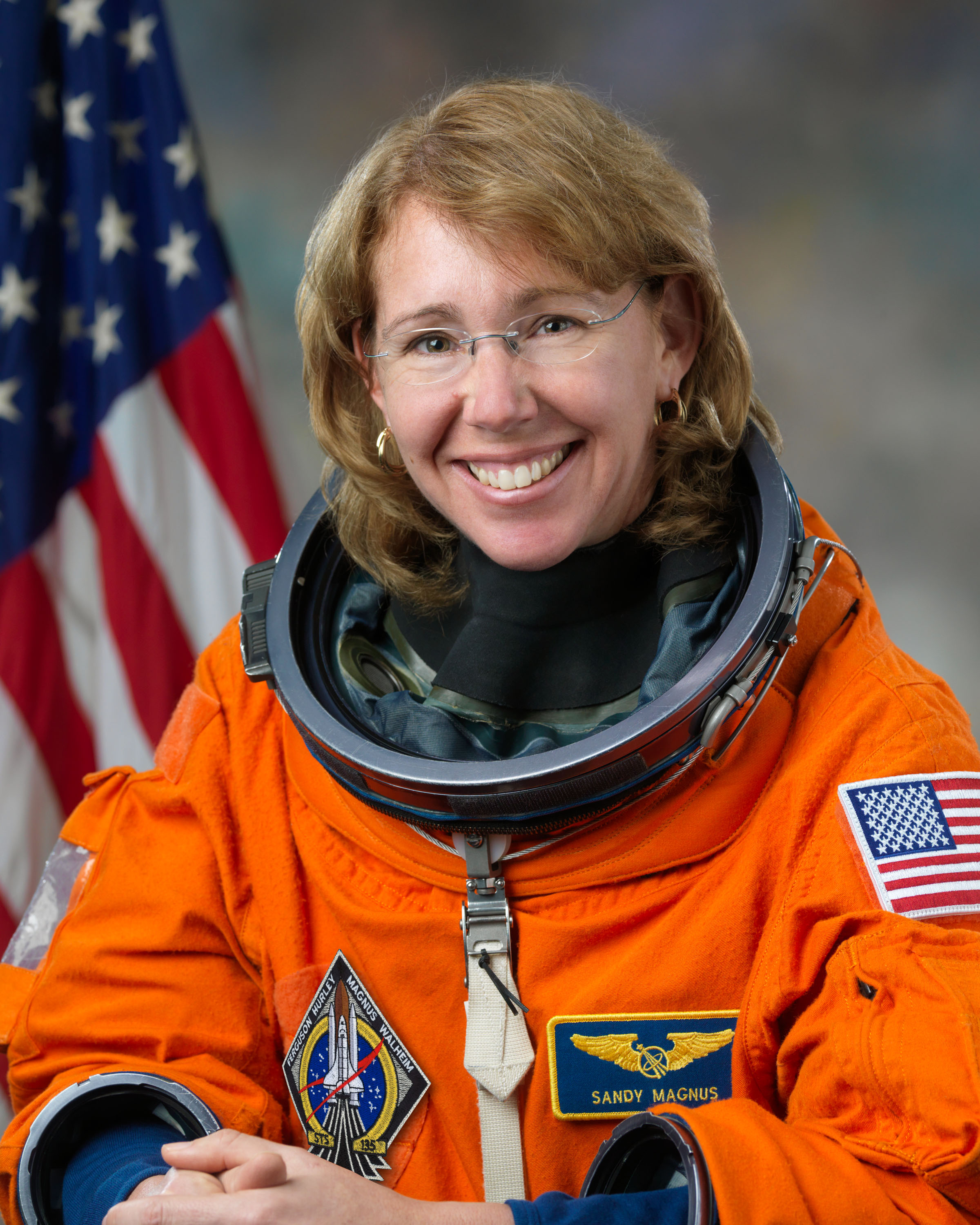
Sandra Magnus, 2011

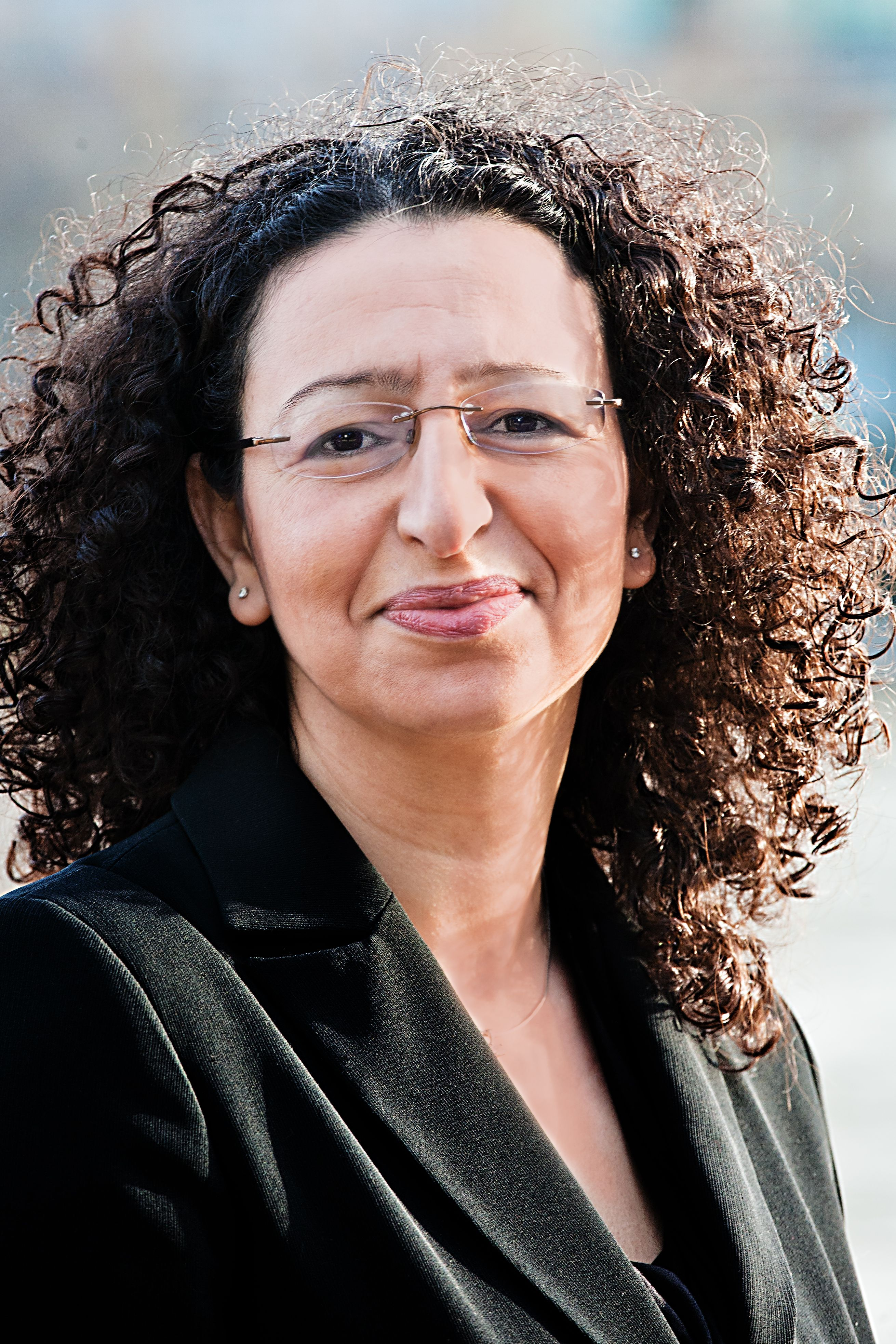
Lamia Messari-Becker

- Sandra Magnus (* 1964), Flugzeug-Ingenieurin bei McDonnell Douglas und NASA-Astronautin
- Marissa Mayer (* 1975), Informatikerin und Managerin, war Google-Sprecherin und 2012–2017 CEO von Yahoo.
- Elisabeth Merell, konstruierte 1859 eine elektrisch betriebene Waschmaschine.[1]
- Marion Merklein (* 1973), Umformtechnik/Fertigungstechnik, Leibniz-Preis
- Lamia Messari-Becker (* 1973), Bauingenieurin und Professorin, Expertin für Nachhaltigkeit, Klimaschutz und Klimaanpassung im Bauwesen

### N

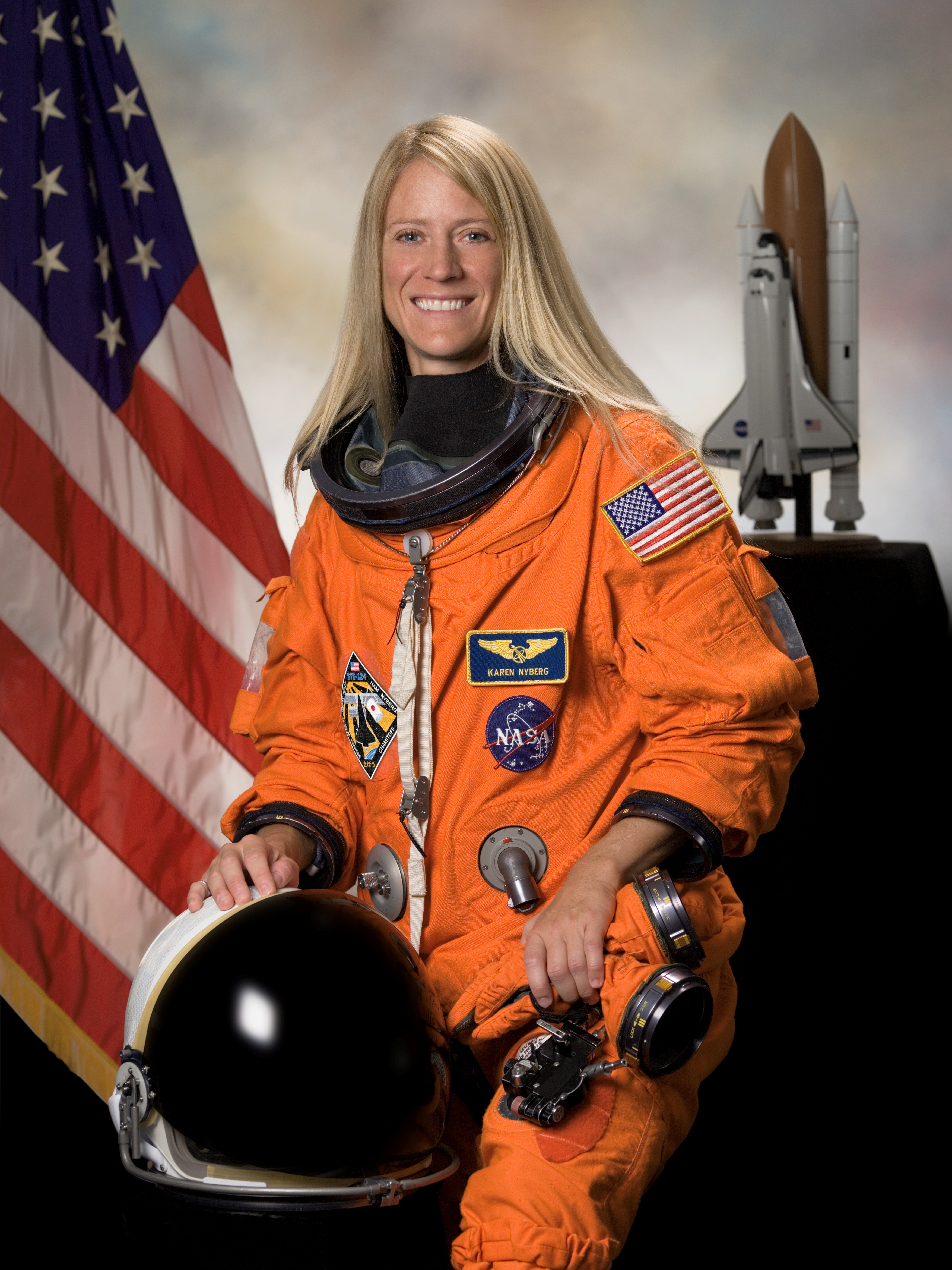
Karen Nyberg

- Karen Nyberg (* 1969), Maschinenbau-Ingenieurin, NASA-Astronautin

### O
- Ellen Ochoa (* 1958), Elektro- und Raumfahrtingenieurin, NASA-Astronautin

### P

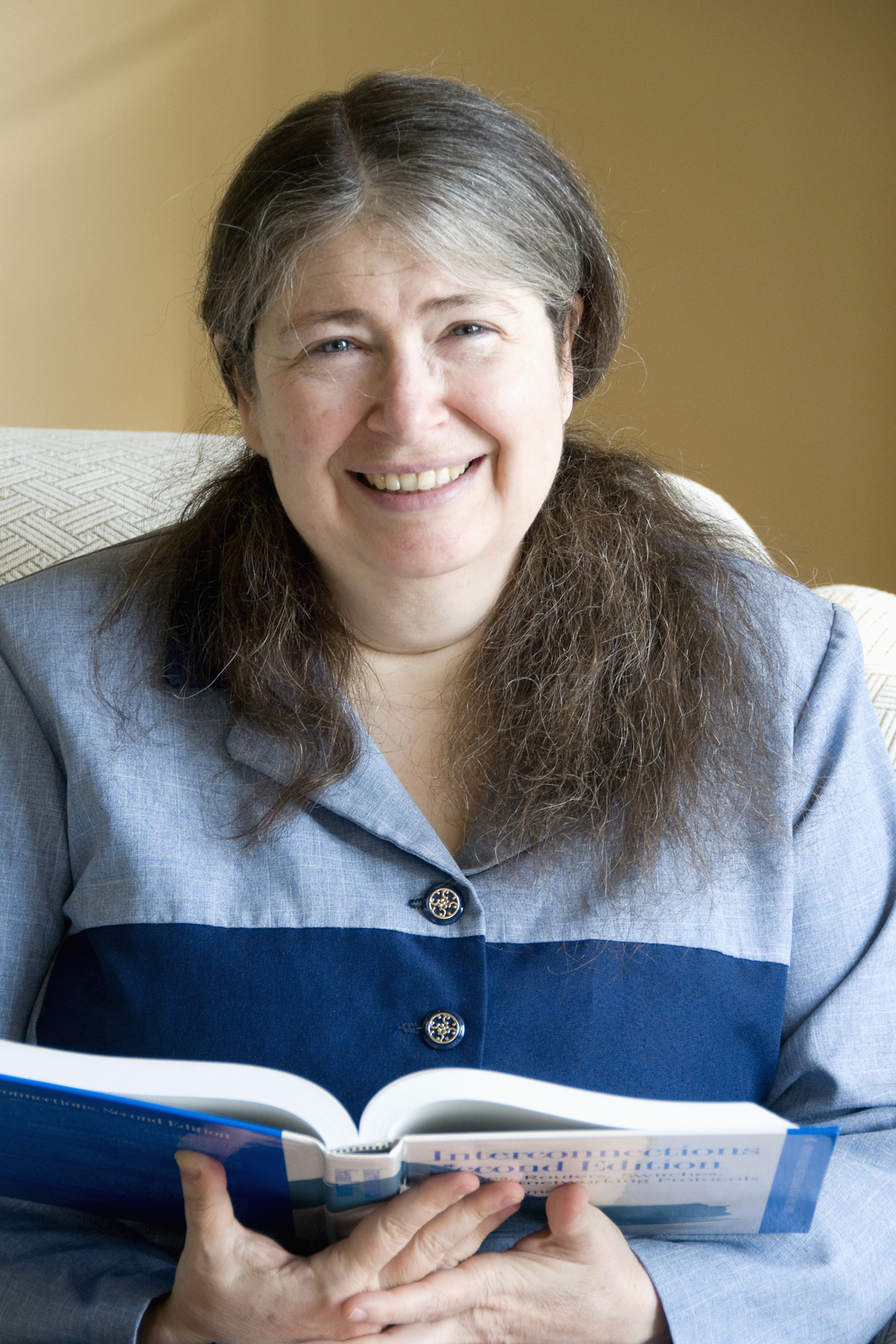
Radia Perlman, 2009

- Katharina Paulus (1868–1935), erhielt 1921 für das von ihr entwickelte Fallschirmpaket ein Schweizer Patent[1]
- Julie Payette (* 1963), Ingenieurin bei IBM, kanadische Astronautin
- Radia Perlman (* 1951), Informatikerin, Computernetzwerke, arbeitete für DEC und Intel
- Alice Perry (1885–1969), Bauingenieurin, erhielt 1906 ihren Abschluss und war damit erste Frau in Europa mit einem Abschluss als Ingenieurin an einer Hochschule.
- Elisabeth Perryman, erfand 1809 die erste Straßen- und Wandlaterne[1]
- Rosalind Picard (* 1962), Elektroingenieurin, Forschung auf den Gebieten tragbare Computer und „Affective Computing“

### R
- Karin Rådström (* 1979), Vorsitzende des Vorstandes der Daimler Truck Holding AG
- Stefanie Reese (* 1965), Leiterin des Lehrstuhls und des Instituts für Angewandte Mechanik der RWTH Aachen[4]
- Judith Resnik (1949–1986), Elektroingenieurin und NASA-Astronautin, starb im Challenger-Desaster
- Heike Riel (* 1971), IBM Fellow
- Ira Rischowski (1899–1989), eine der ersten Elektroingenieurinnen Deutschlands (Studium TH Darmstadt, damalige TH Breslau), in der NS-Zeit aus politischen Gründen und wegen des jüdischen Glaubens ihrer Eltern ab 1936 in England im Exil
- Ida Rhodes (1900–1986), US-amerikanische Software-Pionierin
- Emily Warren Roebling (1843–1903), übernahm nach der Lähmung ihres Mannes Washington Augustus Roebling dessen Aufgaben bei der Überwachung des Baus der Brooklyn Bridge
- Iris Runge (1888–1966), Mathematikerin, die über Elektronenröhren bei OSRAM und TELEFUNKEN arbeitete
- Daniela Rus (* 1963), Informatikerin, Robotik, erste Direktorin von CSAIL

### S

Thekla Schild bei einem Ausflug, 1911

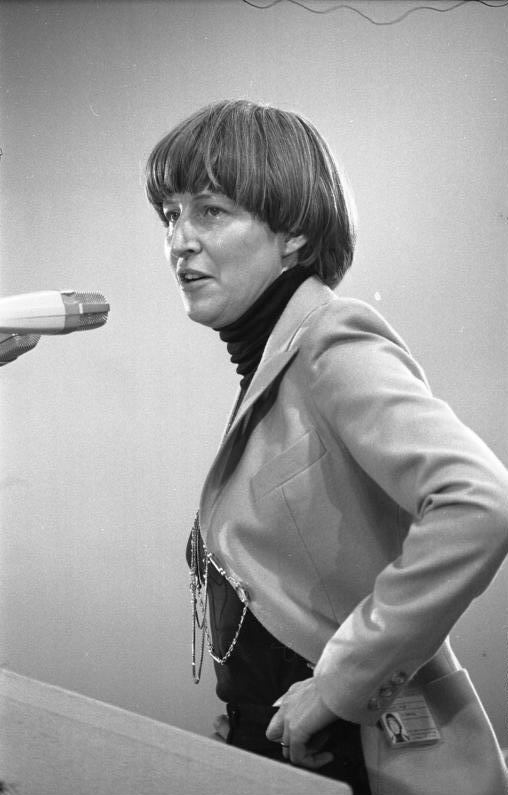
Helga Schuchardt beim FDP-Bundesparteitag, 1977

- Jutta Saatweber (* 1938), Elektrotechnikingenieurin, Quality Function Deployment
- Jean E. Sammet (1928–2017), Informatikerin, war Mitentwicklerin von Cobol und entwickelte Formac bei IBM
- Irene Sänger-Bredt (1911–1983), Physikerin & Luftfahrtingenieurin, entwickelte zusammen mit ihrem Mann das erste Konzept eines Raumgleiters
- Thekla Schild (1890–1991), eine der ersten deutschen Diplom-Ingenieurinnen in Architektur
- Melitta Schiller (1903–1945), deutsche Ingenieurin und Fliegerin, verheiratete Schenk Gräfin von Stauffenberg[3]
- Doris Schmitt-Landsiedel (1952–2023), Ordinaria des Lehrstuhls für Technische Elektronik der TU München[4]
- Erna Schneider Hoover (* 1926), Bell Labs, Telefonvermittlung über Computer, National Inventors Hall of Fame
- Glenda Schroeder, US-amerikanische Informatikerin, erste Unix-Shell-Implementierung
- Helga Schuchardt (* 1939), Ingenieurin für technische Physik, zuerst tätig bei Deutscher Lufthansa, dann in der Politik
- Edith Margarethe Schulze (1896–1984), erste Absolventin der Architektur an der TH Braunschweig (1919)
- Elisabeth Seitz, verheiratete Kurz[2] (1898–1995), erste Diplom-Ingenieurin in Technischer Physik an der Technischen Hochschule Stuttgart
- Stephanie Shirley (1933–2025), britische Software-Unternehmerin deutscher Herkunft
- Jennifer Sidey-Gibbons (* 1988), Ingenieurin für Maschinenbau, dritte Astronautin Kanadas
- Karen Spärck Jones (1935–2007), britische Informatikerin
- Sarah Springman (* 1956), britische Bauingenieurin (Geotechnik) und Triathletin, Professorin an der ETH Zürich
- Kira Stein (* 1952), ehemaliges Vorstandsmitglied des Deutschen Frauenrats
- Elsbeth Steinheil, verheiratete Franz (1893–1955), erste deutsche Diplom-Ingenieurin in Maschinenbau, Absolventin der TU München
- Nicole Passonno Stott (* 1962), Flugzeug-Ingenieurin, NASA-Astronautin

### T

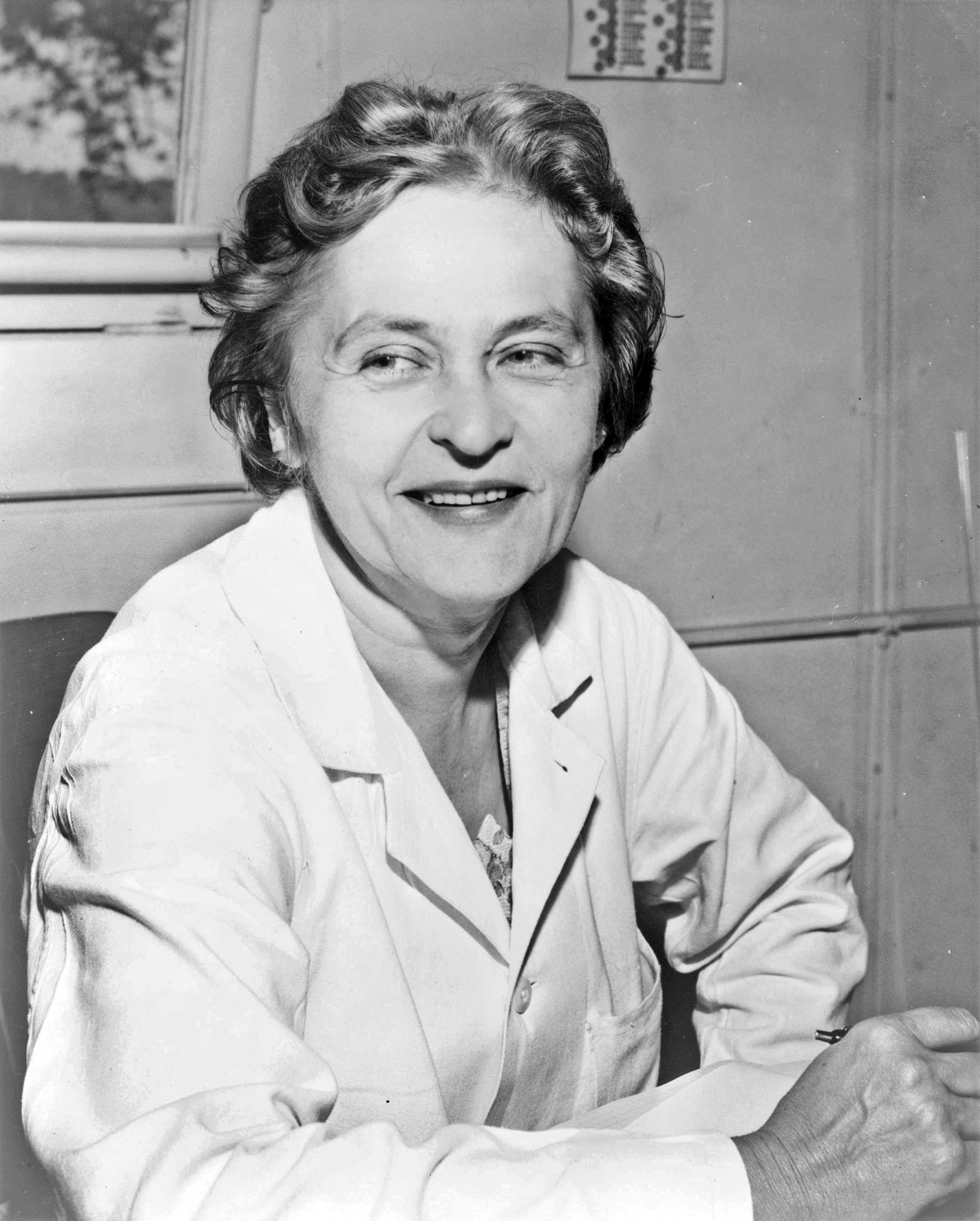
Maria Telkes, 1956

- Esther Takeuchi (* 1953; geb. Sans), Materialwissenschaften, Chemieingenieurin, Prof. Stony Brook, leitende Wissenschaftlerin am Brookhaven National Laboratory, zum Beispiel Batterien, hält über 150 US Patente und nimmt damit als Frau in den USA eine Spitzenstellung ein.
- Audrey Tang (* 1981), taiwanesische Programmiererin (Pugs)
- Mária Telkes (1900–1995), ungarisch-US-amerikanische Physikerin und Chemikerin, wirkte am MIT und in Texas, Solarenergie-Technologie, National Inventors Hall of Fame
- Walentina Tereschkowa (* 1937), sowjetische Raumfahrtingenieurin und Kosmonautin, erste Frau im All

### U
- Helene Uhlig (1897–1958), erste Diplom-Ingenieurin in Maschinenbau an der Technischen Hochschule Stuttgart, verheiratete Merkle[2]
- Dana Ulery (* 1938), US-Amerikanerin, erste Ingenieurin am Jet Propulsion Laboratory der NASA
- Maria-Christine von Urach (1933–1990), Maschinenbau-Ingenieurin, eine der ersten Ingenieurinnen und weiblichen Führungskräfte bei Daimler-Benz

### V
- Janice E. Voss (1956–2012), Flugzeug- und Raumfahrtingenieurin und NASA-Astronautin

### W
- Johanna Weber (1910–2014), Luftfahrtingenieurin, steuerte mathematische Grundlagen für Form und Flugeigenschaften der Concorde bei
- Marion Weissenberger-Eibl (* 1966), Leiterin des Fraunhofer-Instituts System- und Innovationsforschung (ISI)[4]
- Sophie Wilson (* 1957), Informatikerin
- Stephanie Wilson (* 1966), Raumfahrtingenieurin (unter anderem Galileo am Jet Propulsion Lab) und NASA-Astronautin

### Z
- Elisa Leonida Zamfirescu (1887–1973), Chemieingenieurin, Erfinderin und Befürworterin der internationalen Abrüstung, die 1912 an der Königlich Technischen Hochschule Charlottenburg, der heutigen TU Berlin, ihren Abschluss im Fach Maschinenbau machte; eine der ersten diplomierten Ingenieurinnen Europas (Siehe die erste Diplom-Elektroingenieurin: Cécile Butticaz).
- Susanna Zapreva (* 1973), Elektroingenieurin und Energiewirtschaftsexpertin